# Embrose Papier
Pour les articles homonymes, voir Papier (homonymie).
Pas d'image ? Cliquez ici

a Compétitions nationales et continentales officielles uniquement.

b Matchs officiels uniquement.
Dernière mise à jour le 10 mars 2025.
Embrose Papier, né le 25 avril 1997 à Clanwilliam (Afrique du Sud), est un joueur international sud-africain de rugby à XV évoluant au poste de demi de mêlée. Il évolue avec la franchise sud-africaine des Bulls en United Rugby Championship depuis 2018.

## Carrière

### En club
Né dans la région du Cap-Occidental, Embrose Papier déménage pour la ville de Pretoria alors qu'il est âgé de quinze ans pour rejoindre l'académie des Blue Bulls.
En novembre 2016, il est retenu dans le groupe d'entraînement de la franchise des Bulls dans le cadre de la préparation pour la saison 2017 de Super Rugby.
L'année suivante, le nouvel entraîneur des Bulls, John Mitchell, le choisit l'effectif des Blues pour la saison 2018 de Super Rugby au détriment de l'expérimenté Springbok Rudy Paige,. Il fait ses débuts avec les Bulls le 24 février 2018 contre les Hurricanes. Il s'impose petit à petit comme le titulaire au poste de demi de mêlée, et comme un grand espoir national à ce poste.
Parallèlement à sa carrière en Super Rugby, il joue également avec les Blue Bulls en Currie Cup.
En septembre 2019, il est prêté pour une durée de trois mois au club anglais des Sale Sharks, où il compense l'absence de Faf de Klerk, sélectionné pour la Coupe du monde.

### En équipe nationale
Embrose Papier a joué avec l'équipe d'Afrique du Sud des moins de 20 ans dans le cadre des championnats du monde junior 2016 et 2017,
Il est sélectionné pour la première fois avec les Springboks en mai 2018 par le nouveau sélectionneur Rassie Erasmus. Il obtient sa première cape internationale avec l'équipe d'Afrique du Sud le 2 juin 2018 à l’occasion d’un test-match contre l'équipe du pays de Galles à Washington DC,. Après cette première sélection en tant que remplaçant, il connait sa première titularisation au mois de novembre suivant, contre l'Écosse. Avec son coéquipier aux Bulls Ivan van Zyl, il est alors considéré par le staff sud-africain comme une doublure possible de Faf de Klerk en vue de la Coupe du monde 2019,. Ils seront toutefois dépassés tous les deux par Herschel Jantjies, auteur d'une très bonne saison 2019 avec les Stormers.

## Palmarès
- Vainqueur du Super Rugby Unlocked (en) en 2020 avec les Bulls.
- Vainqueur de la Currie Cup en 2020-2021 et 2021 avec les Blue Bulls.
- Finaliste de l'United Rugby Championship en 2022, 2024 et 2025 avec les Bulls.

## Statistiques
Au 10 mars 2025, Embrose Papier compte sept capes en équipe d'Afrique du Sud, dont deux en tant que titulaire, depuis le 2 juin 2018 contre l'équipe du pays de Galles à Washington DC.
Il participe à une édition du Rugby Championship, en 2018. Il dispute deux rencontres dans cette compétition.